# Ломыш (озеро)
Ло́мыш (бел. Ло́мыш) — озеро в Хойникском районе Гомельской области Беларуси. Площадь поверхности озера — 0,22 км². Длина — 2,7 км, наибольшая ширина — 0,13 км. Представляет собой старицу Припяти. Находится в пойме реки Припять, в 27 км к юго-западу от города Хойники, около деревни Ломыш на высоте 110,1 метра над уровнем моря. Берега озера заболоченные, безлесые. В своей южной части озеро соединено протокой с Припятью.